# Magdala
Magdala (em aramaico: מגדלא, romaniz.:  Magdalā, lit. "Torre"; em hebraico: מִגְדָּל, romaniz.:  Migdál; em grego: Μαγδαλά, romaniz.: Magdalá) foi uma pequena aldeia, aparentemente situada na Galileia, visto que parece ter sido o local de nascimento de Maria Madalena, também chamada de "Madalena" ou "Maria de Magdala".

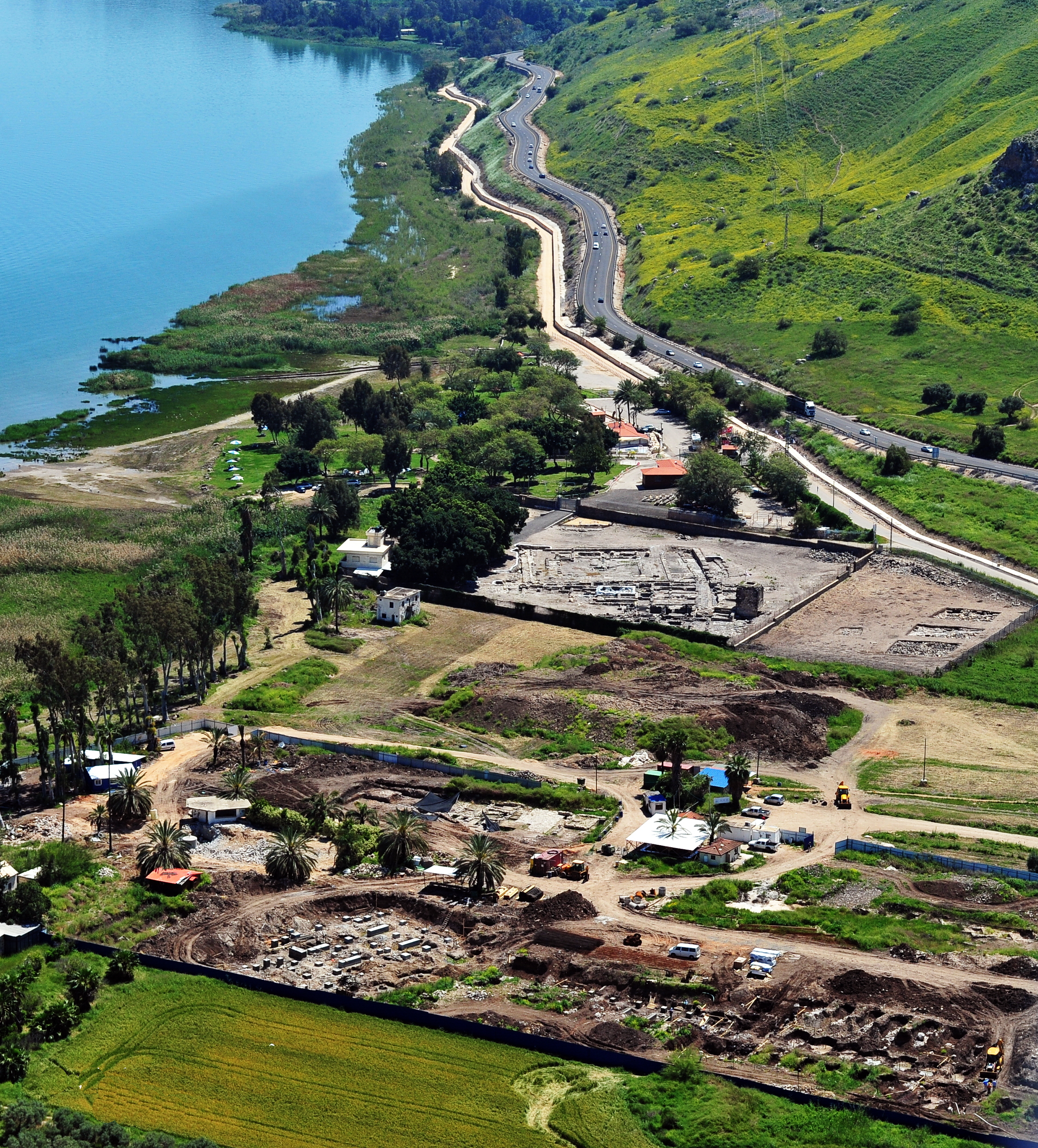
Vista aérea ampliada de Magdala

O nome que aparece Mateus 15:39 para Magdala é "Magadan". É provavelmente outro nome para o mesmo lugar, ou então era outra aldeia tão próxima, que a costa a que Jesus acostou poderia ter pertencido a qualquer uma das duas terras.
O Talmude menciona dois lugares com o nome de "Magdala". Um deles situava-se no leste, no Jarmuque, perto de Gadara (na Jadar medieval, hoje Mukes), recebendo assim o nome de Magdala Gadar. Existia outra Magdala, mais conhecida, perto de Tiberíades, Magdala Nunayya ("Magdala dos Peixes"), o que a colocaria na costa do lago. Flávio Josefo menciona uma cidade galileia destruída pelos romanos na "A Guerra dos Judeus" (III, x) com o nome grego de "Taríqueas" (Taricheæ; Josefo não fornece o nome hebraico), um local rico, devido às suas prósperas pescarias.

## Ligações exteriores
- "Magdala" na edição de 1913 da Enciclopédia Católica (em inglês).  Em domínio público.